# Bobby Van
Robert Jack Stein, cunoscut sub numele de scenă Bobby Van, (n. 6 decembrie 1928, New York City, New York, SUA – d. 31 iulie 1980, Los Angeles, California, SUA) a fost un actor și muzician, cunoscut în special pentru cariera sa artistică de pe Broadway din anii 1950 până în anii 1970. El a mai apărut în filme și în emisiuni de televiziune și a fost, de asemenea, gazda unui spectacol de jocuri. 

## Tinerețe
Van s-a născut în familia unor artiști de vodevil evrei din Bronx, New York, și a crescut în culise, fiind martor al mai multor spectacole memorabile din epoca Marii Crize. Inițial, el a jucat pe scenă sub pseudonimul King (după numele de scenă al tatălui său, din trioul „Gordon, Reed și King”). În cele din urmă, a optat pentru Van, după ce a văzut un afiș cu Van Johnson atârnând în dormitorul surorii sale. 

## Carieră
Van și-a început cariera ca muzician, cântând la trompetă. Când formația sa a susținut un spectacol în zona Munților Catskills, Van a fost rugat să completeze efectivul unei trupe de teatru și a cântat și dansat într-un musical. Interpretarea sa a beneficiat de recenzii entuziaste, iar Van a ajuns să joace în câteva musicaluri de pe Broadway.
La începutul anilor 1950 Van a semnat un contract cu Metro-Goldwyn-Mayer și a jucat în mai multe filme, inclusiv rolul principal în The Affairs of Dobie Gillis (1953) și diverse roluri în musicalurile Because You're Mine și Kiss Me, Kate. Hal Erickson a remarcat că „Van va fi amintit întotdeauna ca tânărul extatic care sărea ca un arc într-un număr exuberant din Small Town Girl (1953)”.
Van a jucat în relansarea pe Broadway a spectacolului No, No, Nanette (1971), pentru care a fost nominalizat la premiul Tony. În 1973 a apărut în filmul muzical Lost Horizon, ecranizare a romanului omonim al lui James Hilton, ultima ocazie în care a mai apărut cântând și dansând pe marele ecran. Numărul său original de dans din Small Town Girl (1953) a fost prezentat în That's Entertainment, Part II (1976). În 1978 a jucat în rolul escrocului Warren Custer în episodul „The Two-Million-Dollar Stowaway” al serialului polițist NBC The Eddie Capra Mysteries. În 1979 a apărut în episodul „Greetings from Earth” al serialului Battlestar Galactica ca robotul Hector, jucând alături de cântărețul și dansatorul veteran Ray Bolger (Vector). Van a prezentat, de asemenea, o ediție reînnoită a spectacolului Make Me Laugh în sezonul 1979-1980.
În iunie 1977 a jucat rolul Billy Crocker în musicalul Anything Goes reprezentat pe scena teatrului de vară Kenley Players din Dayton, Ohio.

## Viața personală
Van s-a căsătorit cu starleta Diane Garrett (născută pe 11 iulie 1927 cu numele real Ernestine Garrett) la 11 septembrie 1952, dar au păstrat secretul căsătoriei până în ianuarie 1953. Bobby și Diane au încercat timp de mai mulți ani să aibă copii, dar după ce au pierdut un copil în 1956, au adoptat în 1959 un fiu pe nume Peter.
Ei s-au despărțit în ianuarie 1964, iar divorțul a fost finalizat la 27 septembrie 1966, în ciuda zvonurilor cu privire la o reconciliere, care au fost lansate în iulie 1964. El se întorsese în oraș nu pentru a se împăca cu soția sa, ci pentru că fiul său era supus unei intervenții chirurgicale de urgență. În noiembrie 1964 Walter Winchell a afirmat într-un articol de ziar că Van „(recent divorțat după o duzină de ani) speră să o convingă pe actrița Emmaline Henry să devină noua sa soție”. Van s-a căsătorit apoi, în 1968, cu actrița de pe Broadway Elaine Joyce.
Adept al politicii democrate, el l-a susținut pe Adlai Stevenson în cursul alegerilor prezidențiale din 1952.

### Boala și moartea
În 1979 Van a fost diagnosticat cu o tumoare malignă pe creier. Văduva sa, Elaine Joyce, a declarat în cadrul talk-show-ului Sally Jessy Raphael că Van a suferit 13 zile de dureri de cap și a mers la spital unde medicii au făcut o mică incizie și au analizat tumora. El a supraviețuit intervenției chirurgicale inițiale, dar, după o luptă de cinci luni și jumătate cu cancerul, a murit la Los Angeles pe 31 iulie 1980 și a fost înmormântat în Cimitirul Mount Sinai Memorial Park, un cimitir evreiesc din Los Angeles.

## Filmografie
| An   | Titlu                           | Rol                      | Observații                      |
| ---- | ------------------------------- | ------------------------ | ------------------------------- |
| 1952 | Skirts Ahoy!                    | propriul rol             | nemenționat                     |
| 1952 | Because You're Mine             | Artie Pilcer             |                                 |
| 1953 | Small Town Girl                 | Ludwig Schlemmer         |                                 |
| 1953 | The Affairs of Dobie Gillis     | Dobie Gillis             |                                 |
| 1953 | Kiss Me Kate                    | 'Gremio'                 |                                 |
| 1961 | The Ladies Man                  |                          | coreograf                       |
| 1962 | It's Only Money                 |                          | coreograf                       |
| 1966 | The Navy vs. the Night Monsters | Ens. Rutherford Chandler |                                 |
| 1972 | Doomsday Machine                | Danny                    |                                 |
| 1973 | Lost Horizon                    | Harry Lovett             |                                 |
| 1975 | The Lion Roars Again            |                          | scurtmetraj MGM                 |
| 1976 | Wonder Woman                    | Tony Bernard             | Episodul „Beauty on Parade”     |
| 1978 | Battlestar Galactica            | Hector                   | Episodul „Greetings from Earth” |

## Piese de teatru
- Alive and Kicking (1950)
- On Your Toes (1954)
- Oklahoma! (1959)
- The Tunnel of Love (1963) (Westchester County Playhouse, Dobbs Ferry, NY)[17]
- No, No, Nanette (1971)
- Doctor Jazz (1975)
- The Music Man (1977) (Marriott's Lincolnshire Theatre, Lincolnshire, IL)
- Anything Goes (1977) (Kenley Players, Ohio)
- Damn Yankees (1979) (San Jose Civic Light Opera, California)

## Legături externe
- Bobby Van la Internet Movie Database
- en Bobby Van la Internet Broadway Database
- Bobby Van la Find a Grave